# Worcester Blades
Die Worcester Blades (bis 2018 Boston Blades) waren ein US-amerikanisches Fraueneishockeyteam aus Worcester, das 2010 als Boston Blades gegründet wurde und bis 2019 in der Canadian Women’s Hockey League spielte. 2018 zog das Team von Boston nach Worcester um. In ihrer Geschichte beendeten die Blades die Regular Season der CWHL zweimal als punktbestes Team und gewannen zweimal den Clarkson Cup (2013 und 2015).

## Geschichte

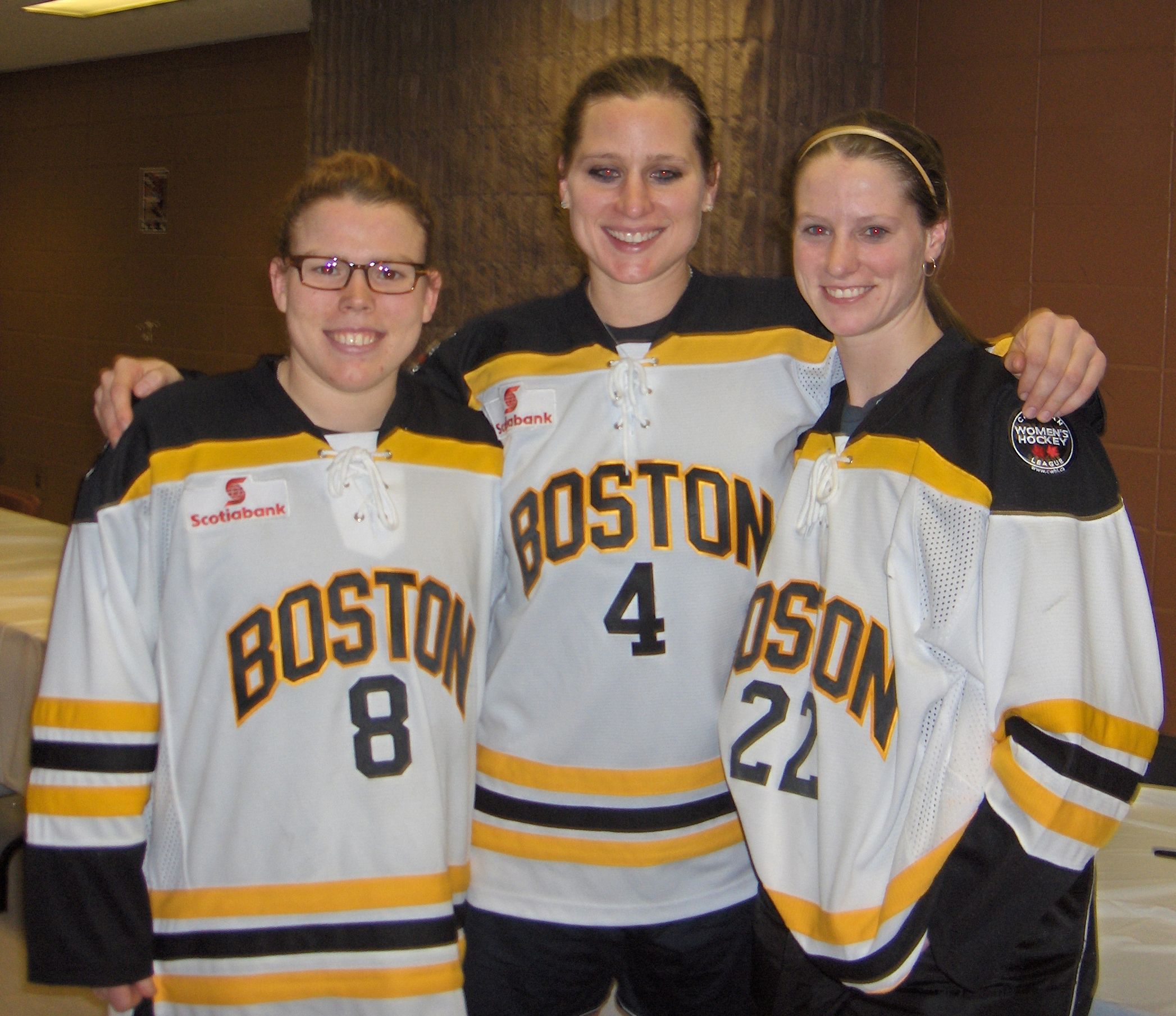
Spielerinnen der Boston Blades: #8 Caitlin Cahow, #4 Angela Ruggiero und #22 Kacey Bellamy (2011)

Die Blades wurden 2010 als Erweiterungsfranchise der Canadian Women’s Hockey League gegründet. Damit waren die Blades zugleich das erste CWHL-Franchise in den Vereinigten Staaten. Im September 2010 wurde Erin Whitten als erste Cheftrainerin vorgestellt. Um den Spielerkader der Blades zu füllen, wurde durch die CWHL ein Expansion Draft durchgeführt, bei dem die Blades unter anderem Angela Ruggiero verpflichten konnten.

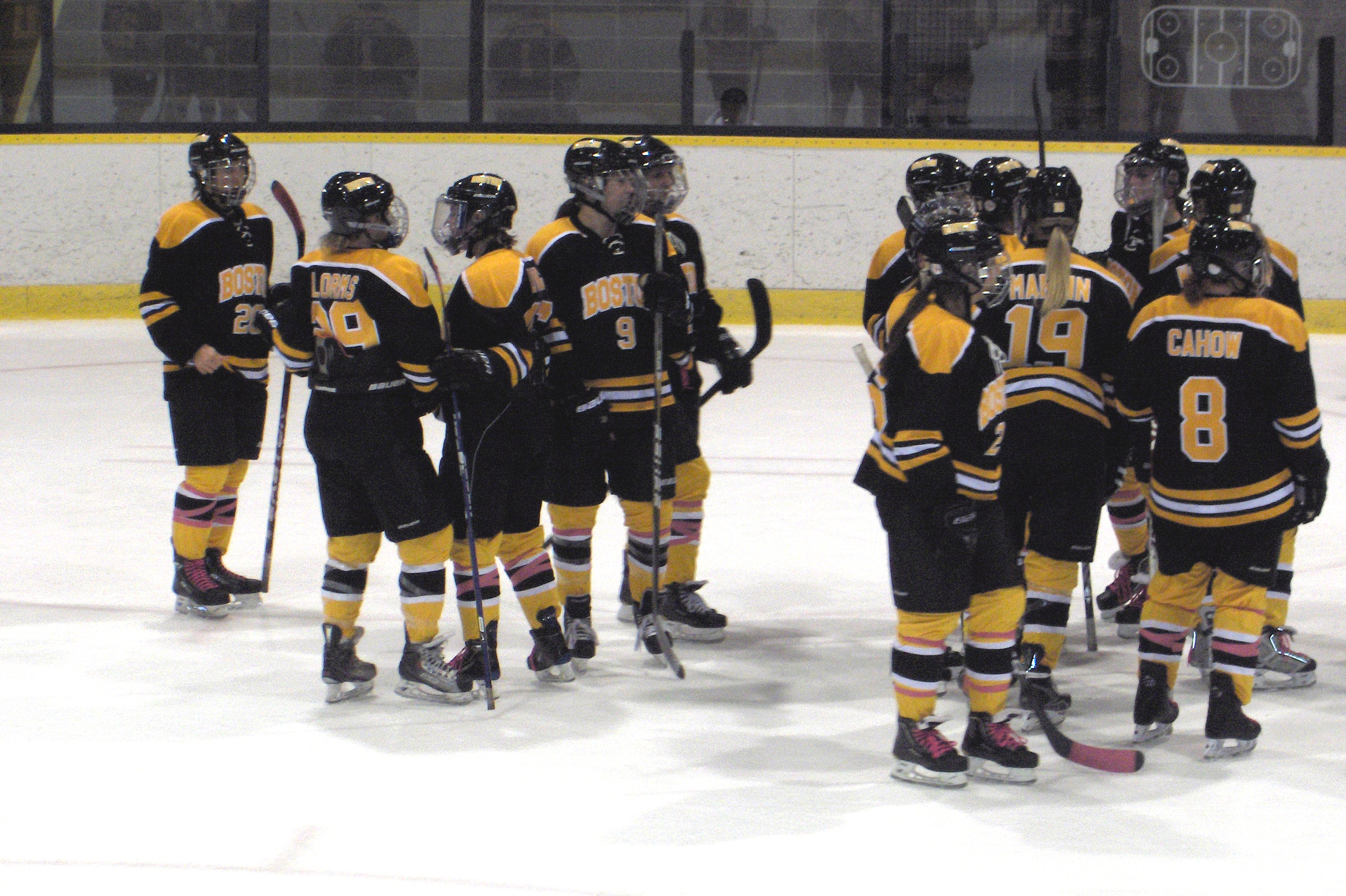
Spielerinnen der Blades während der Saison 2011/12

Beim Clarkson-Cup-Turnier 2013 in Markham erreichten die Blades ihren ersten großen Titelgewinn, als sie im Finale die Montréal Stars mit 5:2 besiegten und damit den Clarkson Cup gewannen. Zwei Jahre später konnte das Team us Boston diesen Erfolg wiederholen. Diese Erfolge basierten unter anderem auf der Tatsache, dass sich der Kader zum Teil aus US-amerikanischen und kanadischen Nationalspielerinnen zusammensetzte. So spielten unter anderem Kacey Bellamy, Meghan Duggan, Hilary Knight, Gigi Marvin, Molly Schaus, Anne Schleper, Kelli Stack, Geneviève Lacasse und Tara Watchorn für die Blades. 2015 gewannen die Blades ihren zweiten Clarkson Cup. Im Sommer 2015 wurde mit der NWHL eine neue Fraueneishockey-Liga in Konkurrenz zur CWHL gegründet. Ein Großteil der US-amerikanischen Nationalspielerinnen der Blades wechselte daraufhin zum neu gegründeten NWHL-Franchise der Boston Pride, so dass die Blades ein vollkommen neues Team aufbauen mussten und sich in den folgenden vier Jahren nicht mehr für die Playoffs qualifizierten.
In der Saison 2017/18 trugen die Blades ihre Heimspiele im Lawrence Larsen Skating Rink at the Mike Eruzione Center in Winthrop, einem Vorort von Boston, aus. Im Sommer 2018 zogen die Blades von Boston nach Worcester um.
Am 31. März 2019 gab die Liga die Einstellung ihres Betriebs, inklusive aller durch die Liga betriebenen Teams, bekannt.

## Erfolge

### Meistertitel
CWHL Regular season2013, 2015
Clarkson Cup2013, 2015

### Individuelle Auszeichnungen
- 2013 Hilary Knight, CWHL-Spielerin des Jahres
- 2013 Geneviève Lacasse,  CWHL-Torhüterin des Jahres
- 2014 Jillian Dempsey, CWHL-Rookie of the Year
- 2015 Brianna Decker, CWHL-Rookie of the Year
- 2015 Tara Watchorn, CWHL-Verteidigerin des Jahres

## Saisonstatistik
Legende zur Saisonstatistik: GP oder Sp = Spiele insgesamt; W oder S = Siege; L oder N = Niederlagen; T oder U = Unentschieden; OTS = Siege nach Verlängerung (Overtime);  OTN oder OL = Overtime-Niederlagen; SOS = Shootout-Siege; SOL oder SON = Shootout-Niederlagen; P oder Pkt = Punkte; Pct % = Siege in %; GF oder T = Tore; GA oder GT = Gegentore
| Saison  | Sp | S  | OTS | OTN | N  | T   | GT  | Pkt | Regular Season | Postseason                          |
| ------- | -- | -- | --- | --- | -- | --- | --- | --- | -------------- | ----------------------------------- |
| 2010/11 | 26 | 10 | –   | 1   | 15 | 73  | 101 | 21  | Platz 4        | Finalturnier-Qualifikation verpasst |
| 2011/12 | 27 | 20 | –   | 0   | 7  | 107 | 61  | 46  | Platz 2        | Platz 3 (Finalturnier)              |
| 2012/13 | 24 | 19 | –   | 1   | 4  | 72  | 39  | 39  | Platz 1        | Clarkson Cup                        |
| 2013/14 | 24 | 13 | –   | 0   | 11 | 77  | 71  | 26  | Platz 2        | Vizemeister                         |
| 2014/15 | 24 | 15 | 2   | 1   | 6  | 94  | 43  | 35  | Platz 1        | Clarkson Cup                        |
| 2015/16 | 24 | 0  | 1   | 0   | 23 | 18  | 122 | 2   | Platz 5        | –                                   |
| 2016/17 | 24 | 2  | 0   | 2   | 20 | 32  | 137 | 6   | Platz 5        | –                                   |
| 2017/18 | 28 | 1  | 0   | 3   | 24 | 41  | 120 | 5   | Platz 7        | –                                   |
| 2018/19 | 28 | 0  | 0   | 0   | 28 | 22  | 155 | 0   | Platz 6        | –                                   |

## Bekannte Spielerinnen

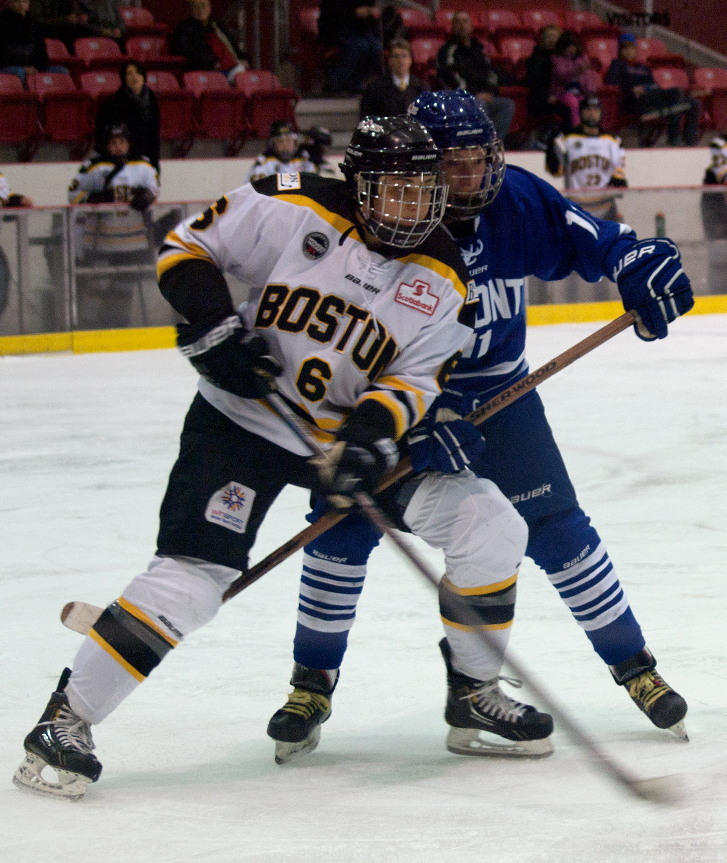
Janine Weber und Tara French (2015)

- Kacey Bellamy
- Caitlin Cahow
- Brianna Decker
- Jillian Dempsey
- Meghan Duggan
- Molly Engstrom
- Sam Faber
- Kaleigh Fratkin
- Jaclyn Hawkins
- Hilary Knight
- Jessica Koizumi
- Geneviève Lacasse
- Monique Lamoureux
- Erika Lawler
- Gigi Marvin
- Jenny Potter
- Angela Ruggiero
- Molly Schaus
- Anne Schleper
- Jen Schoullis
- Kelli Stack
- Kelley Steadman
- Karen Thatcher
- Taylor Wasylk
- Tara Watchorn
- Janine Weber